# Helcia picta
Helcia picta là một loài thực vật có hoa trong họ Lan. Loài này được Linden mô tả khoa học đầu tiên năm 1882.